# ترام هلسنكي

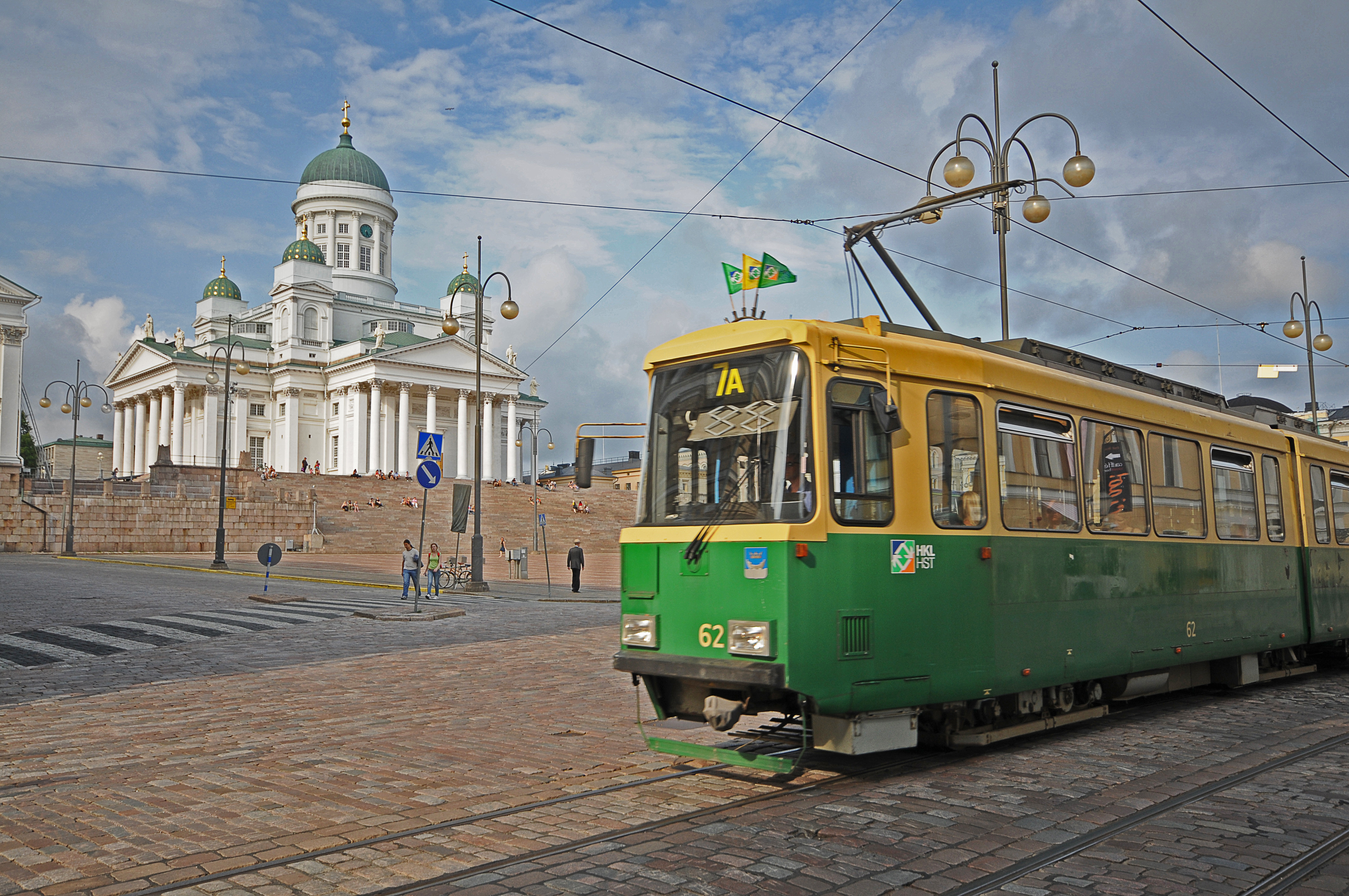
Linie 7A am evangelischen Dom

شبكة ترام هلسنكي تشكل جزءًا من نظام النقل العام في هلسنكي التي تنظمها مديرية نقل منطقة هلسنكي وتشغلها شركة مواصلات مدينة هلسنكي في العاصمة الفنلندية هلسنكي. الترام هي وسيلة النقل الرئيسية في وسط المدينة. أقلت 56.6 مليون راكب في عام 2004، أكثر من أولئك الذين يـُقـِلهم مترو هلسنكي. نظام هلسنكي هو واحد من أقدم شبكات الترام الكهربائي في العالم. منذ عام 1999، يتم إدخال عربات ترام جديدة منخفضة الأرضية تدريجياً في الخدمة، ولكن صعوبات فنية أبطأت هذا التقدم. في عام 2004، اشترت مواصلات مدينة هلسنكي عربات ترام قديمة ثـُمـَانية المحاور من ألمانيا للإغاثة خلال هذه المرحلة الانتقالية.